# Michel Aupetit
Michel Aupetit Souvenir (n. Versalles, Francia, 23 de marzo de 1951) es un arzobispo católico, médico, profesor, bioético y teólogo francés. Desde el 6 de enero de 2018 hasta el 2 de diciembre de 2021, fue arzobispo de París., sucediendo al cardenal André Vingt-Trois.

## Biografía

### Primeros años y formación
Nació el día 23 de marzo del año 1951, en la ciudad de Versalles, situada en la Región de Isla de Francia, pero creció en las localidades de Chaville y Viroflay, dentro de la misma región. Es hijo de André Aupetit.
Después de graduarse en la educación secundaria, estudió la carrera de Medicina en la Université Paris-Est Créteil (UPEC), situada en Créteil, donde se licenció en 1978. Después obtuvo el Doctorado en Medicina y se diplomó en Bioética, llegando a enseñar esta materia en el Hospital Henri Mondor de Créteil. Como médico general ha trabajado en la localidad de Colombes y en los hospitales "Bichat-Claude-Bernard" y "Necker-Enfants malades" de París.

### Sacerdocio
En 1990 descubrió su vocación religiosa y eso hizo que tomara la decisión de ingresar en el seminario mayor, donde realizó su formación eclesiástica, concluyendo los estudios de Teología y siendo ordenado sacerdote a los 44 años en París, el 24 de junio de 1995 por el entonces Cardenal-Arzobispo Metropolitano Jean-Marie Lustiger.
Inició su ministerio pastoral como vicario de la iglesia de Saint-Louis-en-l'Île. Entre 1998 y 2001 ocupó diversos puestos: vicario de la iglesia de San Pablo-San Luis y capellán de las escuelas superiores François Couperin, Charlemagne-et-Saint-Germain y Victor Hugo, situadas en el barrio parisino de Le Marais.
Entre 2001 y 2006 fue párroco de la iglesia de Notre-Dame-de-l'Arche-d'Alliance y decano del Institut Pasteur à Paris 15e, año en que fue elegido vicario general de París, así como miembro del Consejo Presbiteral Arquidiócesano y Presidente de Radio Notre-Dame.

## Episcopado

### Obispo auxiliar de París
El 2 de febrero de 2013 fue nombrado por Benedicto XVI Obispo auxiliar de París bajo el título de Obispo titular de Maxita. Fue consagrado obispo el 21 de abril de ese mismo año por el cardenal André Vingt-Trois como consagrante principal, siendo co-consagrantes el  Obispo de Versalles Éric Aumonier y al Obispo de Meaux Jean-Yves Nahmias.

Región eclesiástica de París.

### Obispo de Nanterre
El 4 de abril de 2014 fue nombrado obispo de Nanterre por el papa Francisco, en sucesión de monseñor Gérard Daucourt.  Tomó posesión del cargo un mes más tarde, en una ceremonia celebrada en la
Catedral de Santa Genoveva y San Mauricio de Nanterre.

### Arzobispo de París
El 7 de diciembre de 2017, el papa Francisco le nombró arzobispo de París y ordinario para los files de rito oriental en Francia, en sustitución del cardenal André Vingt-Trois, quien un mes antes había cumplido los 75 años y, por tanto, cumplía la edad de jubilación canónica. Tomó posesión del cargo en una ceremonia que tuvo lugar en la Catedral de Notre Dame la tarde del 6 de enero de 2018, finalizado el periodo de Navidad.
El 16 de diciembre de 2018 fue nombrado miembro de la Congregación para los Obispos ad quinquennium.
El 15 de mayo de 2019 fue nombrado miembro de la Congregación para las Iglesias Orientales ad quinquennium y el 28 de mayo, miembro de la Congregación para el Clero ad quinquennium
Además, dentro de la Conferencia de los Obispos de Francia es Presidente del Comité de Familia y Sociedad; y además pertenece al grupo de trabajo dedicado a la bioética, así como al Consejo Permanente.

### Renuncia
En noviembre de 2021, el semanario Le Point publicó una investigación sobre el gobierno de la arquidiócesis y sobre la vida privada del prelado. El artículo menciona varias renuncias desde la instalación del obispo, en particular la de los dos vicarios generales de la diócesis, así como sus métodos calificados como autoritarios. El semanario también evoca una posible relación íntima que Michel Aupetit habría tenido con una mujer en 2012. El 25 de noviembre presentó su renuncia en una carta enviada al Papa Francisco. Admite allí haber tenido un comportamiento ambiguo, pero niega haber tenido una relación íntima o sexual. El 2 de diciembre de 2021 el Papa Francisco acepta su renuncia al gobierno de la archidiócesis.
El 5 de diciembre de 2023 fue nombrado miembro ordinario de la Pontificia Academia para la Vida ad quinquennium.

## Publicaciones
- 1999 : Contraception : la réponse de l'Église, éditions Pierre Téqui ISBN 978-2-74030-681-9.
- 2005 : Découvrir l'Eucharistie, en collaboration avec Christian Clavé, éditions Salvator ISBN 978-2-70670-387-4.
- 2008 : L'embryon, quels enjeux : réflexions sur l'embryon, sa place, sa qualité et son avenir pour un vrai débat avant la révision de la loi de bioéthique en 2009, éditions Salvator ISBN 978-2-70670-527-4.
- 2009 : La mort, et après ? : un prêtre médecin témoigne et répond aux interrogations, éditions Salvator ISBN 978-2-70670-530-4.
- 2010 : Qu'est-ce que l'homme ?, publié dans les annales de l'Académie d'éducation et d'études sociales, Éditions François-Xavier de Guibert ISBN 978-2-7554-0399-2.
- 2011 : L'homme, le sexe et Dieu : pour une sexualité plus humaine, éditions Salvator ISBN 978-2-70670-878-7.
- 2013 : Croire, une chance pour tous, Conférences de Carême à Notre-Dame de Paris, éditions Parole et silence ISBN 978-2-88918-153-7.
- 2013-2014 : La mort, un temps à vivre, publié dans les annales 2015 de l'Académie d'éducation et d'études sociales, Éditions François-Xavier de Guibert ISBN 978-2-75540-580-4.
- 2016 : Construisons-nous une société humaine ou inhumaine ?, éditions du Moulin ISBN 979-1-09004-304-6.